# 韓曁
韓 曁（かん き、? - 238年）は、中国後漢末期から三国時代の人物。字は公至。荊州南陽郡堵陽県（現在の河南省南陽市方城県）の人。
祖父は韓術。父は韓純。子は韓肇・韓繇。孫は韓邦（韓肇の子）・韓洪（韓繇の子）。曾孫は韓寿（韓洪の子）。秦末の韓王信の末裔だという。

## 生涯
若い頃、父の敵討ちで名を上げた。孝廉に挙げられ中央から招聘を受けたが応じず、また袁術・劉表からの誘いにも応じず、戦乱を避けて身を隠していた。曹操が荊州を平定した頃に仕え、鉱石に関する発明が評価されて、司金都尉を与えられた。魏が成立すると、爵位を得て高官に昇り栄達した。死亡時の年齢は80を超えていたという。
韓邦が罪を得て殺害されたが、韓繇の子孫は栄えた。玄孫にあたる人物に西晋の賈謐がいる。